# Kalabahi
Kalabahi è una città sull'Isola Alor, in Indonesia, ed è il capoluogo della Reggenza di Alor nella provincia della Nusa Tenggara Orientale. La città ospita, nella sua zona occidentale, l'unico ospedale del distretto.
Comprende 4 kelurahan (villaggi) del Distretto di Teluk Mutiara.
Il 4 luglio 1991 vi fu un terremoto di magnitudo 6,7M che provocò 23 morti. Il suo epicentro si trovava a 110 km a est della città, nel mare tra Timor e Alor.

## Infrastrutture e trasporti

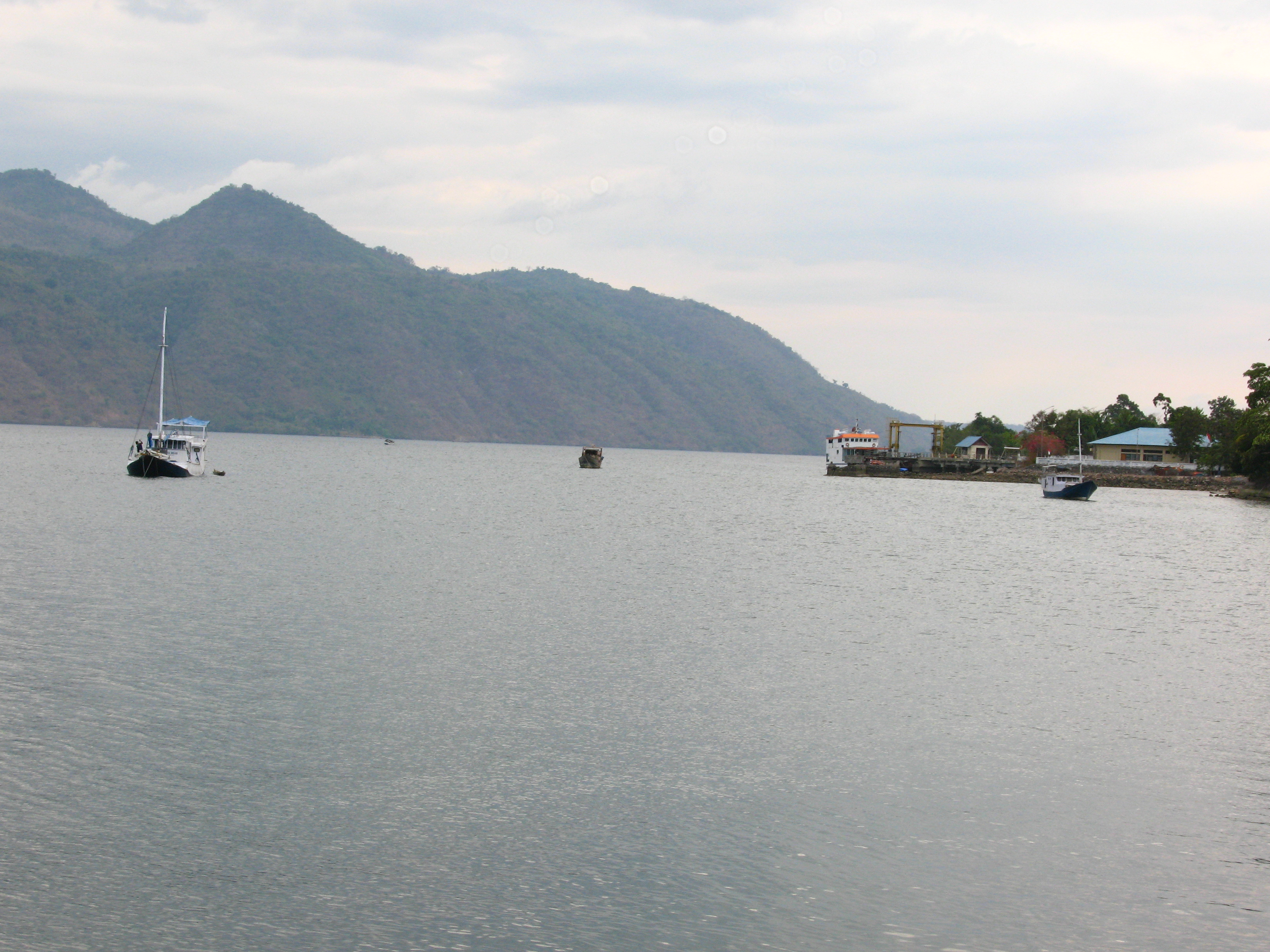
Il porto di Kalabahi

### Collegamenti aerei
La città è servita dall'aeroporto dell'Isola Alor (Codice aeroportuale IATA: ARD), che dista 10 km dalla città. Durante la stagione secca Kalabahi è collegata cinque volte la settimana con Kupang, il capoluogo della provincia, da un CASA della Merpati Nusantara Airlines. Dalla metà del 2003 viene offerto un volo Kupang–Kalabahi–Kisar–Ambon e ritorno il giorno successivo.

### Collegamenti via mare
Settimanalmente traghetti viaggiano fra Kalabahi e Kupang (Timor Ovest); il viaggio dura 20 ore. Due volte la settimana un traghetto percorre la rotta Larantuka (Flores Orientale ) – Lewoleba (Lembata) – Baranusa (Pantar) – Kalabahi in 20 ore. Inoltre le navi passeggeri della Pelni, la Compagnia di navigazione indonesiana, Serimau und Awu fanno rotta sui Kalabahi. A causa dei forti venti e della grosse onde i collegamenti con Alor nella stagione delle piogge vengono spesso interrotti.
 Navi da carico viaggiano da Alor prevalentemente verso Surabaya, Makassar e le Molucche.
Vi sono anche collegamenti con altre località dell'isola e/o isole vicine con imbarcazioni più piccole.

### Collegamenti sull'isola
In Kalabahi il trasporto più diffuso è il taxi condiviso, costituito da pullmini. Verso altre località dell'isola vi sono collegamenti con autobus.